# Crowea
Crowea（クロウェア）は、日本の音楽ユニット。
ボーカルmikaと、ギターhidekiの2人組で構成される。
ユニット名は、英語で南十字星の意味を持つ花「クロウエア」から。花言葉は「まだ見ぬ君へ」「願いをかなえて」。多くの人が希望を持てるようにという願いから名付けられた。

## メンバー
- mika（小杉美佳、4月18日 - ） 茨城県出身。
  - ボーカル。
  - 趣味は天体観測、ドライブ、手芸、料理をすること。
- hideki（ヒデキ、6月19日 - ） 東京都出身。
  - ギター。
  - 趣味はサッカー。

## 略歴
- 2013年、Crowea結成。
- 2013年3月、『星空の雫』、『ホシザキユキノシタ』をITunes、Amazon、music.jp配信リリース。
- 2013年12月、『ピノキオ』がいばキラTV内、いばキラTVStationのエンディングテーマを担当。
- 2014年2月、『ピノキオ』をITunes、Amazon、music.jp配信リリース。
- 2014年2月、ピース綾部祐二、渡辺直美、磯山さやか、赤プル、等、茨城県出身のタレントが出演する「なめんなよ♡いばらき県」THE MOVIEのテーマソングに抜擢。
- 2014年12月、1st mini album『From』を全国リリース。

## CD

### 2013年
- 3月 - 『星空の雫』、『ホシザキユキノシタ』配信

### 2014年
- 2月 - 『ピノキオ』配信。
- 12月 - 1st mini album『From』全国発売。